# Dirección General de Reclutamiento y Enseñanza Militar
La Dirección General de Reclutamiento y Enseñanza Militar (DIGEREM) de España es el órgano directivo del Ministerio de Defensa, adscrito a la Subsecretaría, al que le corresponde la planificación y desarrollo de la política de enseñanza del personal militar y de los reservistas voluntarios, su captación y selección, así como la supervisión y dirección de su ejecución.
A estos efectos, dependen funcionalmente de este órgano directivo el Centro Superior de Estudios de la Defensa Nacional (CESEDEN) y los órganos competentes en las citadas materias de las Fuerzas Armadas y de los organismos autónomos del Departamento.

## Historia
La DIGEREM se creó en 1996 como resultado de la fusión competencias de las direcciones generales de Enseñanza y del Servicio Militar. El servicio militar en España había sido suspendido unos meses antes y la segunda de las direcciones había perdido todo el sentido, por lo que sus competencias sobre la política de reclutamiento se unieron a las de enseñanza en este nuevo órgano.
En 2004 se le añadieron algunas competencias sobre la tropa y marinería, que en la siguiente legislatura fueron transferidas a la Dirección General de Personal. En esa misma legislatura, las competencias sobre la planificación del reclutamiento fueron igualmente transferidas a la DIGENPER. El último cambio fue en 2014, cuando se le añadieron algunas funciones relativas a dar apoyo a la gestión de los reservistas voluntarios.

## Estructura y funciones
De la Dirección General dependen los siguientes órganos, a través de los cuales ejerce sus competencias:
- La Subdirección General de Enseñanza Militar, responsable de planificar y coordinar la enseñanza militar, de acuerdo con lo establecido en la Ley 39/2007, de 19 de noviembre, en lo referente a la enseñanza de formación y de perfeccionamiento y aquellos cursos específicos militares que tengan el carácter de altos estudios de la defensa nacional; supervisar el funcionamiento del sistema de centros universitarios de la defensa e impulsar las relaciones y acuerdos con las diferentes administraciones, universidades y entidades privadas; elaborar y proponer las directrices generales de los planes de estudios para la enseñanza de formación del personal militar, así como coordinar su redacción y la de los planes de formación de los reservistas; proponer y coordinar la estructura docente de las Fuerzas Armadas, así como el régimen general de sus centros, del alumnado y del profesorado; planificar y coordinar, en el aspecto funcional, el Sistema Integrado de Enseñanza Virtual, así como elaborar y coordinar el sistema de calidad de la enseñanza militar y su evaluación; gestionar las enseñanzas del personal de los cuerpos comunes, las de carácter común y el funcionamiento de los centros docentes dependientes de esta dirección general; y elaborar, en coordinación con la DIGENPOL, los programas de cooperación internacional en materia de enseñanza y dirigir su ejecución.
- La Subdirección General de Reclutamiento y Desarrollo Profesional de Personal Militar y Reservistas de Especial Disponibilidad, órgano competente para planificar y coordinar las funciones de captación y selección del personal militar y de los reservistas voluntarios, así como su incorporación a los centros de formación; elaborar, proponer y coordinar los planes de salidas profesionales del personal de las Fuerzas Armadas; y dirigir y apoyar la gestión de los reservistas voluntarios.
- La Comisión Permanente y Secretaría General del Consejo Superior del Deporte Militar, a la que le corresponde garantizar la dirección, desarrollo y continuidad de acción del Departamento en el ámbito de la educación física y el deporte. De este órgano dependen funcionalmente las Secretarías de las Juntas Centrales de Educación Física y Deportes de los Ejércitos y la Armada.

### Adscripciones
- El Centro Superior de Estudios de la Defensa Nacional (CESEDEN).
- La Academia Central de la Defensa, que depende de la Subdirección General de Enseñanza Militar.

## Titular
El actual titular de la Dirección General de Reclutamiento y Enseñanza Militar es el general de división del Ejército del Aire Pedro José García Cifo desde el 1 de julio de 2020.